# Colpoloma fraxinea
Colpoloma fraxinea är en fjärilsart som beskrevs av Turner 1946. Colpoloma fraxinea ingår i släktet Colpoloma och familjen plattmalar. Inga underarter finns listade i Catalogue of Life.